# عنقود مجري هائل شابلي
عنقود مجري هايل شابلي (بالإنجليزية: Shapley Super clustery أو (SCl 124))
وهو يشكل أحد كبر تجمعات عناقيد المجرات التي نعرفها وهو يبعد عنا نحو 700 مليون سنة ضوئية. وهو يشكل منطقة تتكاثف فيها الكتلة وتعمل على «تماسك» الأنظمة النجمية عن طريق تأثيرها الجاذبي؛ بحيث لا يتواجد تمدد في المسافات بين تلك الأنظمة وبعضها، على الرغم من تمدد الكون بصفة عامة والذي يشاهده علماء الفلك.
ويبدو أن العنقود المجري الهائل شابلي عبارة عن تركيز لأنظمة النجوم يرى في إتجاه كوكبة قنطورس ويبعد عن مجرتنا، مجرة درب التبانة، نحو 650 مليون سنة ضوئية، ويتسم بانزياح أحمر لطيفه مقداره z=0,046 .
قام العالم الفلكي «سوماك ريشودخوري» بتعيين شكل العنقود المجري الهائل شابلي واكتشفه اثناء قيامه بمسح فلكي للسماء، وهو يعتبر قد اكتشف (للمرة الثانية). فحص ريشودخوري الألواح الفوتوغرافية التي التقطت لنصف السماء الجنوبي بواسطة جهاز يعمل آليا Automated Plate Measuring Facility في جامعة كامبريدج. وذكر في تقريره البحثي أن التشكيل الذي وجده انما هو التشكيل الذي وجده من قبل «هارلو شابلي»، الذي كان قد قام أيضا بعملية مسح للسماء الجنوبية . وفي نفس الوقت تقريبا اكتشفت مجموعة من الباحثين تعمل تحت إشراف البروفيسور «روبرت سكارميلا» ذلك التركيز لتجمعات أنظمة النجوم وأسموه «التركيز ألفا» 

## قصة اكتشافه

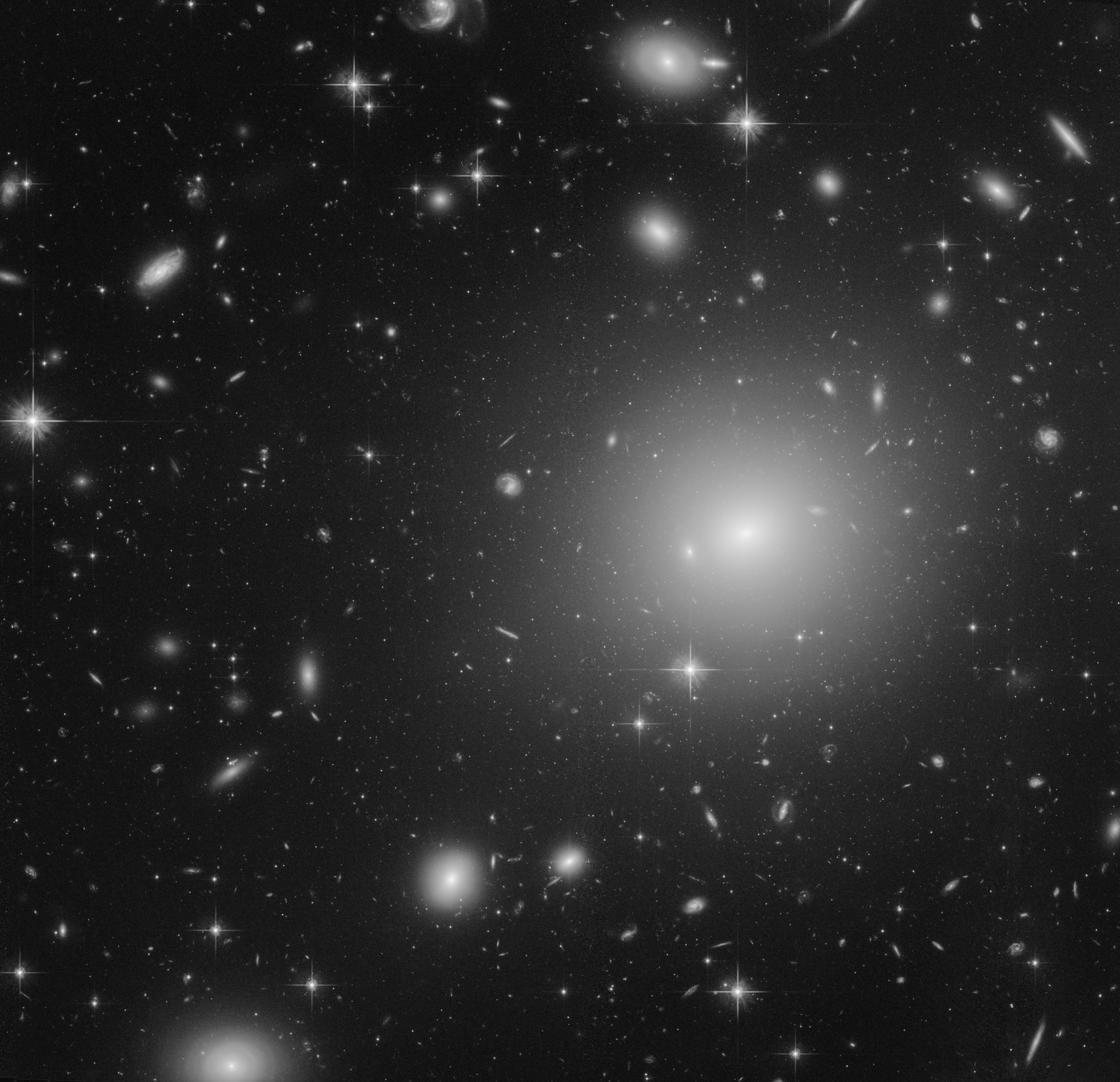
المجرات في مجموعة شابلي الفائقة

في أواخر العشرينيات من القرن الماضي بدأ «هارلو شابلي» مع زملائه من مرصد جامعة هارفارد البحث عن مجرات في نصف الكرة السماوية الجنوبية، وكانوا يقومون بفحص ألواحا فوتوغرافية ألتقطها تلسكوب كاثرين وولف بروس، الموجود في جنوب أفريقيا (في بلومفونتين) . وفي عام 1932 قدم شابلي تقريرا عن اكتشافه لنحو 76.000 من المجرات التي يفوق سطوعها +18 قدر ظاهري في ثلث من الكرة السماوية الجنوبية.
ومن ضمن تلك الاكتشافات قامت جامعة هارفارد بنشر بعض تلك البيانات في المجلات العلمية التي تعينت خلال قياس وتعيين كثافة توزيع الأنظمة النجمية في الكون.
في كتالوج جامعة هارفارد قام شابلي بتسمية معظم الأنظمة فيما كان يسمى «سحابة كوما - فيرجو»، وهي المعروفة حاليا بتتطابق بين عنقود مجرات العذراء العظيم مع عنقود مجرات كوما العظيم). واكتشف في نفس الوقت في كوكبة قنطورس «سحابة» أخرى، وصفها بأنها تركيز هائل لمجرات. وكان وقع هذا التركيز الهائل لمجرات وقعا كبيرا عليه بسبب عظمة اتساعه، ولعظمة عدد الأنظمة النجمية الموجودة فيه وكذلك شكله الممتد. تنطبق تلك الصفات مع ما نعرفه اليوم عن «عنقود مجري هائل شابلي» الموجود في تلك المنطقة من الكون. وقام شابلي بتقدير بُعد هذا التشكيل عنا وقدره بأنه أبعد عنا 14 مرة من بعد عنقود مجرات العذراء العظيم، وكان ذلك التقدير على أساس مقارنة متوسط اتساع الأنظمة النجمية المشاهدة فيها. وعلى أساس
التقديرات الفلكية التي نعرفها اليوم عن العنقود المجري الهائل العذراء فالمسافة بيننا وبين عنقود شابلي الهائل تبلغ 231 مليون فرسخ فلكي (أي 753 مليون سنة ضوئية).

## المشاهدات الحديثة
يمتد العنقود المجري الهائل شابلي في اتجاه حركة المجموعة المحلية - والتي تنتمي مجرتنا إليها - خلال الكون. وهذا يشير إلى أن عنقود شابلي الهائل هذا قد يكون سبب حركة مجموعتنا المحلية، بينما كانت حركة مجموعتنا المحلية تعزى في الماضي القريب إلى ما يسمى «الجاذب العظيم». وترتب على تلك الحقيقة أن زاد اهتمام العلماء بمشاهدة ودراسة العنقود المجري الهائل شابلي بغرض فهم ما يجري حولنا من ظواهر في الكون، وتأثيرها علينا.

## الوضع الحالي

تحفز الجاذبية اتجاه حركة المجرات نحو مناطق أكثر كثافة تجاه شابلي وفي نفس الوقت يكوّن خلفه منطقة فارغة ، وفقًا لنموذج "طارد ثنائي القطب". المجموعة المحلية في الوسط.

يقع عنقود شابلي الفائق قريبًا جدًا من الاتجاه الذي تتحرك فيه المجموعة المحلية من المجرات (بما في ذلك مجرتنا) فيما يتعلق بالإطار المرجعي إشعاع الخلفية الكونية الميكروي (CMB). وقد دفع هذا الكثيرين إلى التكهن بأن العنقود الفائق Shapley قد يكون بالفعل أحد الأسباب الرئيسية لـ الحركة الغريبة لمجرتنا - فإن الجاذب العظيم قد يكون سببًا آخر - وقد أدى ذلك إلى زيادة الاهتمام بعنقود شابلي الفائق . لقد وُجد أن الجاذب العظيم وجميع المجرات في منطقتنا (المسماة المجموعة المحلية) من الكون (بما في ذلك مجرتنا ، درب التبانة) تتحرك نحو العنقود المجري الفائق شابلي . 
في عام 2017 تشير مشاهدات بعض الفلكيين أن الحركة نحو الجاذبات مثل جاذب شابلي ذوالكتلة العملاقة تخلق حركة نسبية لنا بعيدًا عن منطقة منخفضة الكثافة، والتي يمكن تصورها على أنها "طاردة للمادة " ، حيث لا تـُرى فيها مادة) . يتيح هذا النهج طرقًا جديدة لفهم ونمذجة الاختلافات في حركات المجرة (شبه الغريبة). وتم تسمية أقرب منطقة لمجموعتنا المحلية منخفضة الكثافة باسم فراغ ثنائي القطب. 
يعزى هذا الإسم إلى المشاهدة حيث تكون منطقة الفراغ الهائلة على ناحية منا ، وعلى الناحية المقابلة (بزاوية 180 درجة) يوجد العنقود المجري الفائق شابلي؛ ومركزي كلاهما يبعد عنا نحو 700 مليون سنة ضوئية.